# HMS Rodney (29)
O HMS Rodney foi um couraçado operado pela Marinha Real Britânica e a segunda e última embarcação da Classe Nelson, depois do HMS Nelson. Sua construção começou em dezembro de 1922 nos estaleiros da Cammell Laird em Birkenhead e foi lançado ao mar em dezembro de 1925, sendo comissionado na frota britânica em dezembro de 1927. Era armado com uma bateria principal composta por nove canhões de 406 milímetros montados em três torres de artilharia triplas, possuía deslocamento de 38 mil toneladas e alcançava uma velocidade máxima de 23 nós.
O Rodney passou sua carreira em tempos de paz junto com a Frota do Atlântico e com a Frota Doméstica, alternando serviço como capitânia com o Nelson, participando de vários eventos cerimoniais e realizando viagens para portos estrangeiros. A Segunda Guerra Mundial começou em 1939 e o navio inicialmente foi usado para caçar corsários alemães, também participando da Campanha da Noruega e da escolta de comboios pelo Oceano Atlântico. O Rodney enfrentou e ajudou afundar o couraçado alemão Bismarck em maio de 1941 junto com o HMS King George V.
A embarcação depois disso escoltou comboios para Malta e deu suporte em novembro de 1942 para a invasão da Argélia durante a Operação Tocha. O Rodney então apoio para a invasão da Sicília e invasão da Itália em 1943, enquanto no ano seguinte proporcionou suporte de artilharia durante a invasão da Normandia. Foi transferido para deveres de escolta de comboios para a União Soviética no final de 1944, mas foi tirado de serviço em 1945 por estar em condições muito ruins, resultado de grande uso e pouca manutenção. Foi descomissionado em 1946 e desmontado em 1948.

## Características

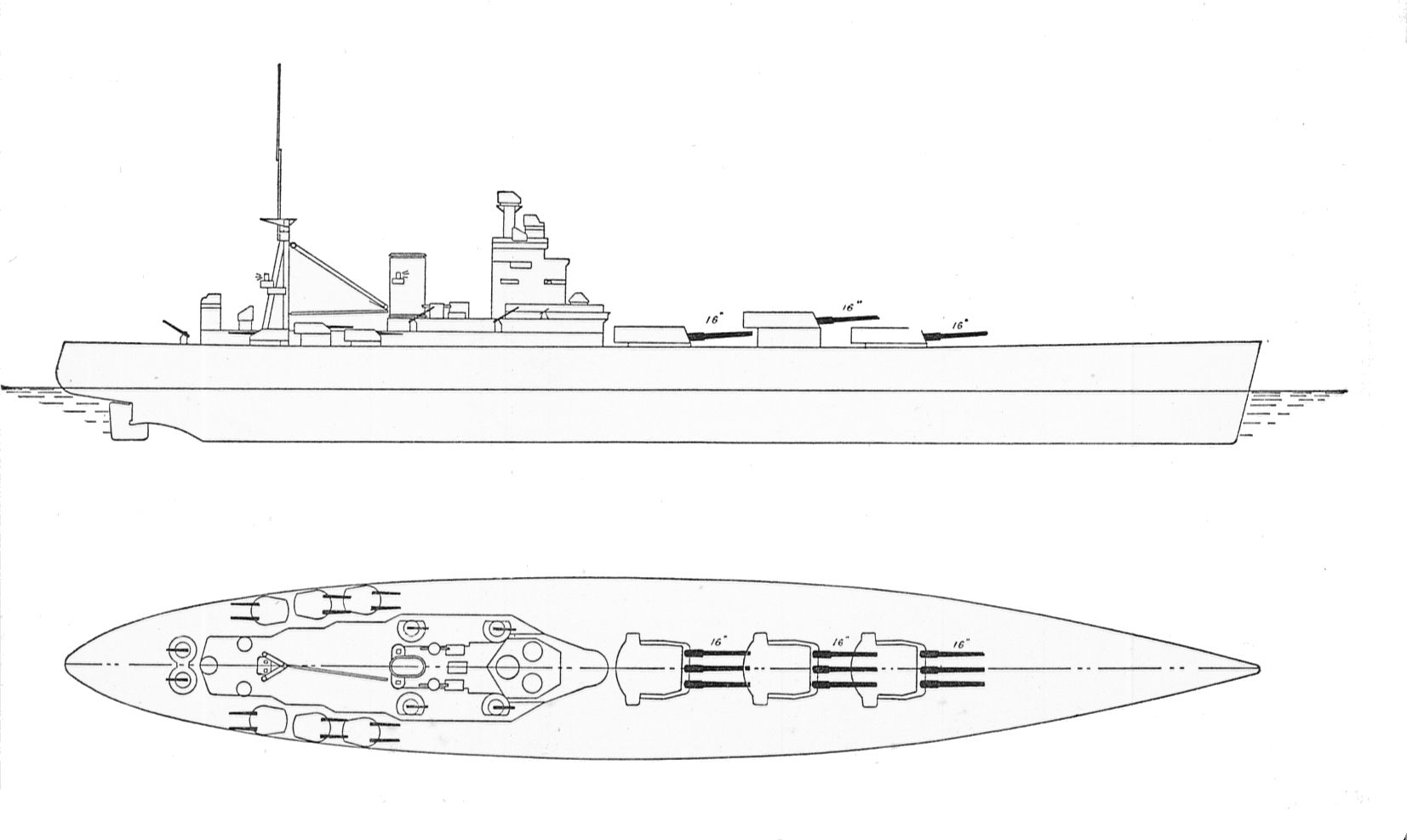
Desenho da Classe Nelson

Os navios da Classe Nelson eram, essencialmente, versões reduzidas e mais lentas do projeto dos couraçados da Classe N3, que tinham sido cancelados por excederem os limites impostos pelo Tratado Naval de Washington de 1922. O projeto das embarcações foi aprovado seis meses depois da assinatura do tratado e tinha um armamento de nove canhões de 406 milímetros com o objetivo de se igualar ao poder de fogo da Classe Colorado da Marinha dos Estados Unidos e da Classe Nagato da Marinha Imperial Japonesa, mas com um deslocamento padrão dentro do limite de 36 mil toneladas.
O Rodney tinha 216,5 metros de comprimento de fora a fora, uma boca de 32,3 metros e um calado de 9,2 metros. Seu deslocamento padrão era de 34 270 toneladas e o deslocamento carregado de 38 030 toneladas. Seu sistema de propulsão tinha oito caldeiras Almirantado que alimentavam dois conjuntos de turbinas a vapor Brown-Curtis, cada uma girando uma hélice. A potência indicada era de 46,2 mil cavalos-vapor (34 mil quilowatts) para uma velocidade máxima de 23 nós (43 quilômetros por hora). Podia carregar óleo combustível suficiente para uma autonomia de sete mil milhas náuticas (treze mil quilômetros) a uma velocidade de dezesseis nós (trinta quilômetros por hora). Sua tripulação normalmente tinha 1 314 oficiais e marinheiros, mas podia crescer para 1 361 quando usado como capitânia.
O armamento principal era composto por nove canhões Marco I calibre 45 de 406 milímetros montados em três torres de artilharia triplas, todas instaladas à vante da superestrutura, com a segunda torre sobreposta às outras duas. O armamento secundário tinha doze canhões Marco XXII calibre 50 de 152 milímetros em seis torres de artilharia duplas na superestrutura de ré, três de cada lado. A bateria antiaérea era originalmente composta por seis canhões Marco VIII calibre 40 de 120 milímetros em montagens únicas e oito canhões Marco VIII de 40 milímetros em montagens únicas. Também era equipado com dois tubos de torpedo submersos de 622, um em cada lateral. O cinturão principal de blindagem tinha entre 330 e 356 milímetros de espessura, sendo fechado em cada extremidade por anteparas transversais de 102 a 305 milímetros. O convés blindado ficava entre 95 e 159 milímetros. As torres de artilharia principais tinham frentes de 406 milímetros, laterais entre 229 e 279 milímetros e tetos de 184 milímetros, ficando em cima de barbetas com 305 a 381 milímetros de espessura. A torre de comando era protegida por laterais de 305 a 356 milímetros e teto de 170 milímetros.

### Modificações

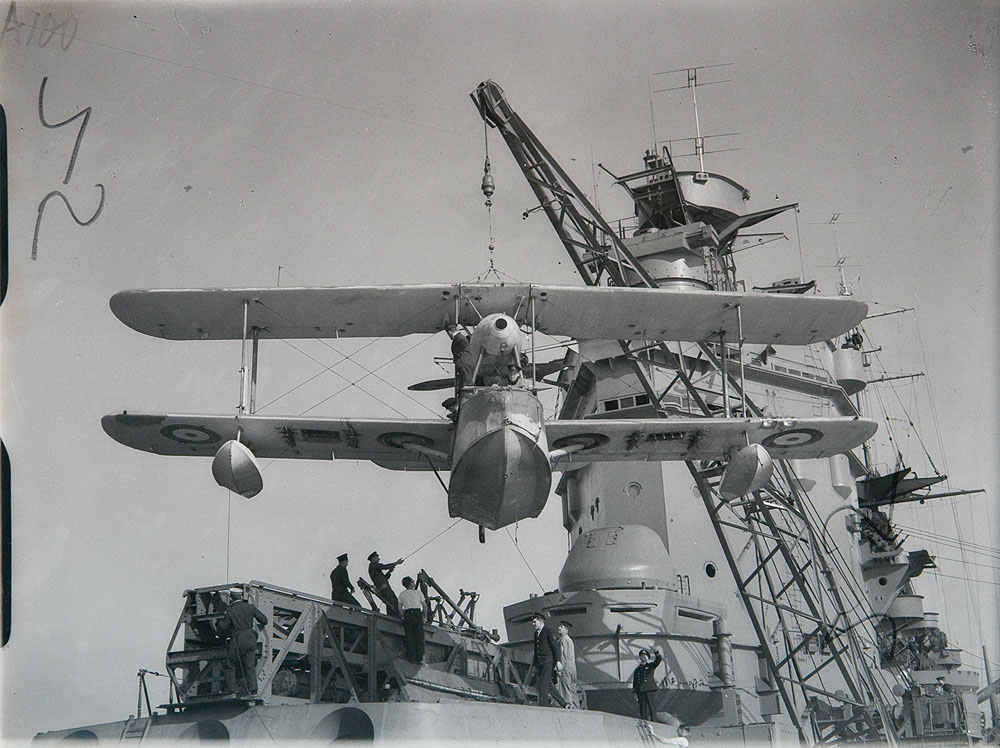
Um Supermarine Walrus sendo içado a bordo em 1940

Os diretórios de controle de disparo, telêmetros e suas respectivas plataformas foram removidos e substituídos em março de 1930 por um diretório de Sistema de Controle de Ângulo Elevado Marco I. Os canhões de 40 milímetros e o diretório de torpedo de estibordo foram removidos em julho de 1932 e substituídos por uma montagem de oito canos a estibordo da chaminé e por um telêmetro de 2,7 metros à ré do teto da ponte de comando. Uma montagem a bombordo só foi instalada anos depois na posição ocupada pelo diretório de torpedos, enquanto diretórios antiaéreos para as duas montagens foram adicionados na estrutura da ponte. O Rodney foi equipado entre 1934 e 1935 por duas montagens quádruplas de metralhadoras Vickers de 12,7 milímetros na superestrutura de vante. Recebeu em 1937 uma catapulta de aeronaves no topo da terceira torre de artilharia junto com um guindaste desmontável para içar os aviões da água. Uma versão hidroavião do torpedeiro Fairey Swordfish foi inicialmente usada, mas logo substituída por um Supermarine Walrus. Outra montagem de oito canos de 40 milímetros foi adicionada ao tombadilho em outubro de 1938 junto com um protótipo de radar de aviso prévio Tipo 79Y no alto do mastro. O Rodney foi o primeiro couraçado equipado com um radar desse tipo.
O radar Tipo 79Y foi substituído em meados de 1940 por um sistema aprimorado Tipo 279, enquanto dois canhões Oerlikon de 20 milímetros foram instalados no topo da segunda torre de artilharia principal. Estas armas foram substituídas no ano seguinte por uma montagem quádrupla de 40 milímetros, ao mesmo tempo que duas montagens de oito canos foram colocadas no lugar dos diretórios de 152 milímetros de ré. Um conjunto completo de radares também foram instalados: um radar Tipo 281 substituiu o Tipo 279, um radar de varredura de superfície Tipo 271 foi adicionado junto com um radar de artilharia Tipo 284 no teto do diretório de vante. O armamento antiaéreo foi reforçado no início de 1942 com dezessete Oerlikons em montagens únicas no topo das torres de artilharia, na superestrutura e convés. As metralhadoras foram substituídas por diretórios Marco III para as armas de 40 milímetros, com outros três sendo instalados para as montagens de ré, todos os quais também tinham um radar de controle de disparo Tipo 282. O Sistema de Controle de Ângulo Elevado Marco I foi substituído por um Marco III e quatro diretórios antiaéreos com radares Tipo 283 foram adicionados nas torres de artilharia principais. Os radares na mesma época também foram aprimorados, com um sistema Tipo 273 substituindo o Tipo 271, enquanto um radar de aviso prévio Tipo 291 foi adicionado junto com um radar de controle de disparo Tipo 285 no teto do diretório do Sistema de Controle de Ângulo Elevado.
Outros quatro canhões Oerlikon foram instalados no tombadilho mais adiante em 1942. Escudos foram adicionados aos canhões de 120 milímetros em maio de 1943, já a catapulta de aeronaves na terceira torre de artilharia foi removida. Mais Oerlikons foram instalados nesta mesma época, 36 em montagens únicas e dez em montagens duplas, o que deixou o total de armas desse tipo em 67. Mais dois canhões do mesmo tipo em montagens únicas foram adicionados em preparação para os Desembarques da Normandia junto com um gerador de interferência de rádio Tipo 650. Estas adições aumentaram o deslocamento do Rodney para 43,8 mil toneladas e a tripulação para 1 631 a 1 650 homens.

## Carreira

### Tempos de paz

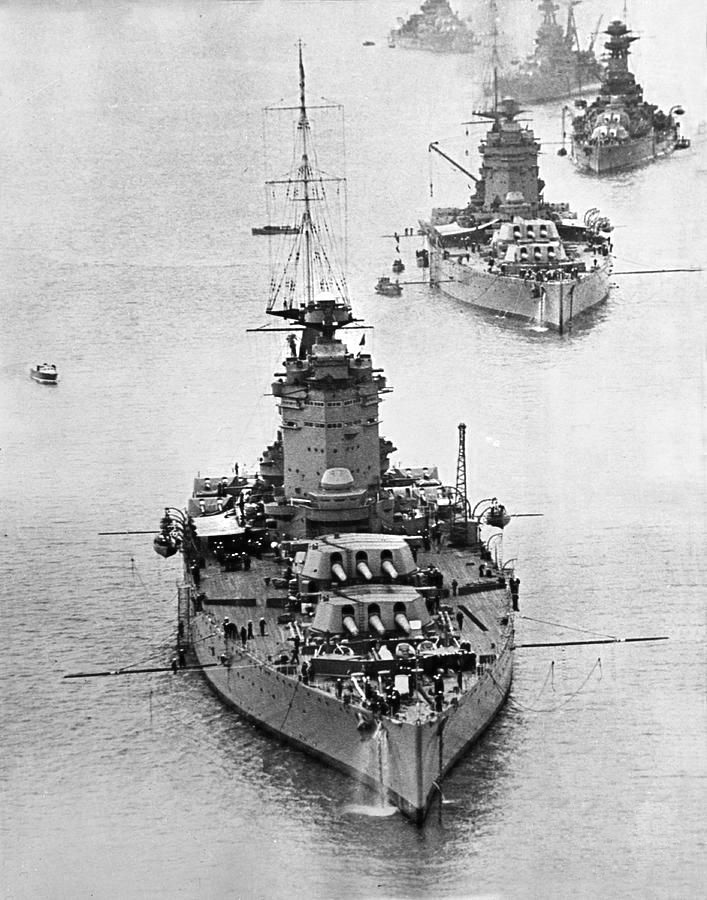
O Nelson, Rodney e três couraçados da Classe Revenge em uma revista naval

O Rodney foi nomeado em homenagem ao almirante lorde George Rodney, 1º Barão Rodney, o sexto navio da Marinha Real Britânica com esse nome. Seu batimento de quilha ocorreu em 28 de dezembro de 1922 nos estaleiros da Cammell Laird em Birkenhead como parte do Programa Naval de 1922. Foi lançado ao mar em 17 de dezembro de 1925 e batizado pela princesa Maria, Viscondessa Lascelles, depois de três tentativas de quebrar a garrafa de vinho. Foi finalizado em agosto de 1927 e iniciou seus testes marítimos, sendo comissionado em 7 de dezembro sob o comando do capitão Henry Kitson. Seu custo de construção foi de 7 617 799 libras esterlinas. Os testes marítimos do navio continuaram mesmo depois do seu comissionamento formal e ele só foi entrar em serviço em 28 de março de 1928. Foi designado para a 2ª Esquadra de Batalha da Frota do Atlântico, renomeada em 1932 para Frota Doméstica, formação que permaneceu até 1941. Kitson foi substituído em 21 de abril pelo capitão Francis Tottenham. O Rodney no mês seguinte foi para Invergordon a fim de se juntar ao resto da Frota do Atlântico para os exercícios anuais. Voltou para o sul em agosto a fim de participar da Semana de Cowes, recepcionando no dia 11 o rei Jorge V e a rainha Maria. O couraçado então seguiu para o Estaleiro Real de Devonport para participar de um evento de caridade em que 67 mil pessoas visitaram o estaleiro. Passou por manutenção no seu casco no início de outubro no Estaleiro Gladstone em Glasgow.
O Rodney estava visitando Torquay no País de Gales no início de julho de 1929 quando recebeu ordens para ajudar os submarinos HMS H47 e HMS L12, que tinham colidido em Milford Haven no dia 9. Navegou em velocidade máxima e chegou no Estaleiro de Pembroke na manhã seguinte para embarcar equipamentos de resgate. O clima ruim para mergulho adiou sua chegada, que só ocorreu na tarde seguinte, mas nesta altura já era muito tarde para resgatar sobreviventes do H47. O couraçado foi para o Estaleiro Real de Portsmouth em setembro porque seus maquinários estavam dando problema e permaneceu sob manutenção até o final do ano. O capitão Andrew Cunningham assumiu o comando em 15 de dezembro.
O navio visitou Portrush na Irlanda do Norte em junho de 1930 onde uma rua foi nomeada em sua homenagem, fazendo então uma viagem para a Islândia com o objetivo de participar das celebrações do aniversário de mil anos do Parlamento Islandês. Cunningham foi substituído em 16 de dezembro pelo capitão Roger Bellairs. A tripulação do Rodney participou em meados de setembro de 1931 do Motim de Invergordon, quando marinheiros se recusaram a seguir ordens de partirem para exercícios no mar, porém acabaram cedendo depois de vários dias quando o Almirantado Britânico reduziu o tamanho dos cortes de salários que tinham causado o motim. Entretanto, o Almirantado ficou insatisfeito com o modo que Bellairs lidou com a tripulação durante o motim e ele acabou substituído no comando em 12 de abril de 1932 pelo capitão John Tovey.
Seu irmão HMS Nelson encalhou em janeiro de 1934 e o Rodney se tornou temporariamente a capitânia do almirante lorde William Boyle, 12º Conde de Cork e Orrery, o comandante da Frota Doméstica, fazendo um um cruzeiro de inverno para as Índias Ocidentais Britânicas nessa função. Visitou dois portos na Noruega no caminho de volta para casa. O capitão Wilfred Custance assumiu o comando em 31 de agosto. O couraçado voltou paras as Índias Ocidentais no cruzeiro de inverno do ano seguinte, em seguida visitando os Açores e Gibraltar entre 15 de janeiro e 17 de março. Participou em 16 de julho da revista naval em celebração do jubileu de prata do rei Jorge V e então também recepcionou o monarca na Semana de Cowes. O capitão William Whitworth assumiu em 21 de fevereiro de 1936, sendo por sua vez substituído pelo capitão Ronald Halifax em 25 de julho.
Alguns tripulantes do Rodney viajaram para Londres em maio de 1937 a fim de participarem da coroação do rei Jorge VI no dia 12, enquanto o navio participou de uma revista de frota em celebração da coroação em 20 de maio. O Nelson iniciou no mês seguinte uma longa reforma e assim o Rodney se tornou a capitânia temporária do almirante sir Roger Backhouse. Visitou Oslo na Noruega em julho. A reforma do Nelson terminou em janeiro de 1938 e os dois visitaram Lisboa em Portugal no mesmo mês. O capitão Edward Neville Syfret substituiu Whitworth em 16 de agosto, pouco antes do Rodney iniciar sua manutenção anual em setembro. Realizou testes marítimos em janeiro de 1939, tornando-se então a capitânia do contra-almirante Lancelot Holland, o comandante da 2ª Esquadra de Batalha. O presidente francês Albert Lebrun fez uma visita a Dover em março e o couraçado disparou uma saudação em sua homenagem. Tensões com a Alemanha começaram a crescer em agosto e assim a Frota Doméstica começou a se reunir em sua base em Scapa Flow, porém o Rodney estava com problemas no seu equipamento de direção precisou ir para Rosyth passar por reparos e limpeza no seu casco.

### Segunda Guerra Mundial

#### Primeiras ações
O Reino Unido declarou guerra contra a Alemanha em 3 de setembro de 1939 e a maior parte da Frota Doméstica foi colocada para patrulhar as águas entre a Islândia, Noruega e Escócia à procura de corsários alemães, fazendo o mesmo próximo do litoral norueguês entre 6 e 10 de setembro. A frota estava no mar em 24 de setembro quando o submarino HMS Spearfish foi seriamente danificado por cargas de profundidades alemãs na Angra da Heligolândia. Ele não podia submergir e assim pediu ajuda, assim dois contratorpedeiros foram enviados com o resto da frota dando cobertura. Os alemães avistaram a Frota Doméstica e a atacaram com cinco bombardeiros. O radar do Rodney avisou os britânicos e assim nenhum navio foi danificado. O couraçado fez parte no mês seguinte de uma força de cobertura para um comboio de minério de ferro vindo da Noruega.
Syfret foi substituído em 21 de novembro pelo capitão Frederick Dalrymple-Hamilton. O cruzador auxiliar HMS Rawalpindi foi afundado dois dias depois próximo da Islândia pelos couraçados alemães Scharnhorst e Gneisenau, com a Frota Doméstica sendo enviada para procurá-los, porém o clima ruim permitiu que os dois escapassem e voltassem para a Alemanha. O Rodney desenvolveu problemas sérios em seu leme em 29 de novembro e foi forçado a ir para Liverpool, manobrando apenas com suas hélices, com os reparos durando até 31 de dezembro. O Nelson tinha sido danificado por uma mina naval no dia 4 e assim o Rodney serviu de capitânia temporária da frota até agosto. Passou a maior parte de janeiro e fevereiro de 1940 ancorado com ocasionais missões de cobertura para comboios mercantes. Os problemas em seu leme voltaram durante uma destas em 21 de fevereiro sob clima ruim, sendo forçado a voltar para Greenock na Escócia. Foi visitado seis dias depois pelo rei Jorge VI e pela rainha Isabel. O primeiro-ministro Winston Churchill acompanhou o navio na viagem de volta para Scapa Flow entre 7 e 8 de março. A embarcação quase foi acertada por um ataque aéreo alemão no dia 16.

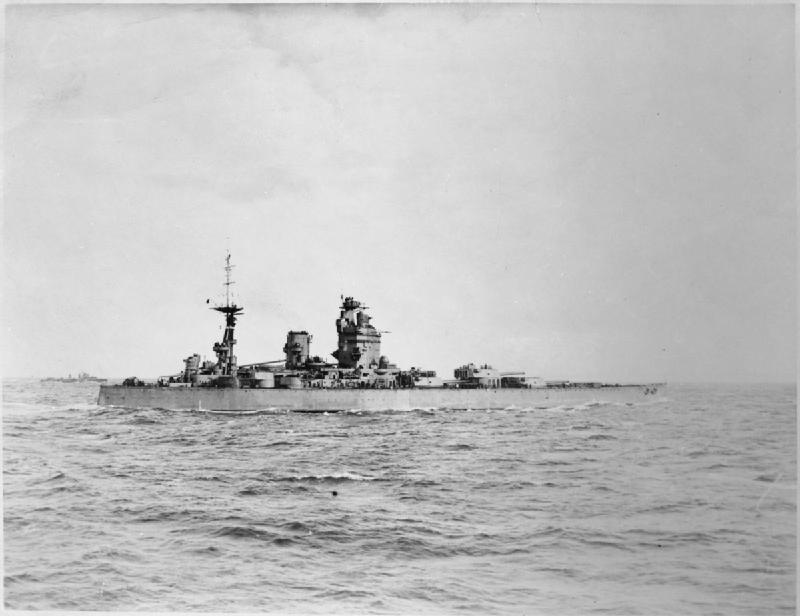
O Rodney no Estuário do rio Forth em agosto de 1940

A Força Aérea Real atacou navios alemães no Mar do Norte em 7 de abril e assim o almirante sir Charles Forbes, o comandante da Frota Doméstica, ordenou que seus navios partissem à procura dessas embarcações naquela mesma tarde. O Rodney foi acertado por uma bomba de quinhentas quilogramas dois dias depois durante um ataque aéreo próximo do litoral sudoeste da Noruega. A bomba se partiu depois de acertar o canto de uma caixa blindada de munição de 120 milímetros que estava no convés superior à ré da chaminé, mas seus fragmentos penetraram por vários conveses antes de pararem no convés blindado de 102 milímetros e iniciaram um incêndio na cozinha. Três tripulantes ficaram feridos e outros quinze sofreram queimaduras elétricas quando a água usada para apagar as chamas escorreu para uma caixa de passagem. Reparos temporários foram feitos pela tripulação e o couraçado permaneceu no mar até retornar para Scapa Flow em 17 de abril. Forbes foi informado que navios alemães tinham sido avistados no Mar da Noruega em 9 de junho, assim ordenou que a Frota Doméstica protegesse comboios de tropas que estavam evacuando forças Aliadas da Noruega.
O Nelson voltou ao serviço em 24 de julho e pouco depois retomou sua função de capitânia da Frota Doméstica. O Rodney foi transferido para Rosyth em 23 de agosto com ordens de atacar a frota de invasão alemã no Canal da Mancha quando a Operação Leão Marinho começasse. Isto nunca ocorreu e assim voltou para Scapa Flow em 4 de novembro a fim de servir de escolta de comboios no Oceano Atlântico. O cruzador auxiliar HMS Jervis Bay foi afundado pelo cruzador pesado alemão Admiral Scheer no dia seguinte, assim o Rodney e o Nelson foram enviados para a passagem entre a Islândia e Ilhas Feroe com o objetivo de bloquear quaisquer tentativas do navio de voltar para casa. No mês seguinte o Rodney foi destacado para se encontrar com o Comboio HX 93 vindo de Halifax no Canadá. Encontrou uma forte tempestade entre 6 e 9 de dezembro que causou vazamentos nas placas do seu casco e uma inundação interna moderada. Reparos ocorreram em Rosyth a partir do dia 18, incluindo o reforço estrutural das placas e reforço geral da estrutura de vante do casco.
Suas reformas terminaram em 13 de janeiro de 1941 e se juntou à caçada ao Scharnhorst e Gneisenau. Escoltou o Comboio HX 108 entre 12 e 23 de fevereiro. O Rodney avistou o Gneisenau em 16 de março enquanto escoltava o Comboio HX 114; o navio alemão estava resgatando sobreviventes do cargueiro MV Chilean Reefer quando avistou a silhueta do britânico no horizonte. O Gneisenau estava parcialmente obscurecido atrás do cargueiro em chamas e o oficial de artilharia do Rodney estimou que o inimigo estava a quinze ou dezesseis milhas náuticas (28 ou 30 quilômetros) de distância, próximo do alcance máximo dos canhões. Dalyrmple-Hamilton não quis perseguir o couraçado alemão quando este virou e fugiu em velocidade máxima de 31 nós (57 quilômetros por hora). O Rodney conseguiu resgatar 27 sobreviventes do Chilean Reefer a bordo de um bote salva-vidas. O Comboio TC 10 deixou Halifax em 10 de abril com uma escolta que incluía o couraçado, que acidentalmente colidiu e afundou a traineira Topaze no dia 19 no rio Clyde.

#### Bismarck

Mapa das operações britânicas e alemãs na caçada ao Bismarck em maio de 1941

O Rodney e quatro contratorpedeiros formaram em 22 de maio parte da escolta do transatlântico MV Britannic em uma viagem para Halifax. O couraçado estava programado para em seguida ir a Boston nos Estados Unidos a fim de passar por manutenção e reformas. Consequentemente, estava levando materiais como tubos de caldeiras e três montagens de 40 milímetros de oito canos para que fossem usados na reforma. Também estava levando como carga quatro caixas de Mármores de Elgin e 521 passageiros militares, incluindo o adido naval assistente estadunidense levando consigo documentos importantes. O Britannic estava levando civis ao Canadá e na viagem de volta transportaria soldados e aviadores canadenses para o Reino Unido.
O couraçado alemão Bismarck afundou o cruzador de batalha HMS Hood durante a Batalha do Estreito da Dinamarca na manhã de 24 de maio. O Almirantado ordenou que o Rodney entrasse na caçada ao navio alemão, assim ele deixou o contratorpedeiro HMS Eskimo para continuar na escolta do Britannic e seguiu à procura junto com os contratorpedeiros HMS Somali, HMS Mashona e HMS Tartar. O cruzador pesado HMS Suffolk relatou na manhã no dia 25 que tinha perdido contato de radar com o Bismarck às 4h01min, assim Dalrymple-Hamilton conversou com seus oficiais e com o adido naval estadunidense, concluindo que o navio provavelmente estava navegando para Brest, na França. Ele colocou seu couraçado em um curso de interceptação e em alguns momentos a velocidade do Rodney chegou a 22 nós (quarenta quilômetros por hora), o que excedia sua velocidade máxima teórica em dois nós, porém isto acabou causando várias falhas mecânicas. Mais tarde naquela manhã, o vice-almirante sir John Tovey, ex-oficial comandante do Rodney, ordenou que todas as embarcações britânicas fossem para o noroeste por causa de transmissões mal-entendidas vindas do Almirantado, porém Dalrymple-Hamilton sabia que seu navio era muito lento para pegar o Bismarck se seguisse nessa direção e assim ignorou as ordens. O Almirantado informou o Rodney às 11h40min que acreditavam que o couraçado alemão estava provavelmente seguindo para Brest ou Saint-Nazaire. Dalrymple-Hamilton ordenou uma mudança de curso para o sudeste a fim de cobrir uma aproximação da Espanha, onde o Bismarck poderia ir para ser internado, mas isto foi revertido por uma ordem do Almirantado às 14h30min que o instruía a seguir para nordeste. O Rodney continuou na rota sudeste por várias horas antes de Dalrymple-Hamilton decidir às 16h20min seguir as ordens; nesta altura o Bismarck passou a apenas 25 milhas náuticas (46 quilômetros) de distância, um pouco além do horizonte. Dalrymple-Hamilton decidiu voltar a navegar para o sudoeste às 21h00min porque não tinha avistado o couraçado alemão e desta vez seguiu diretamente para Brest.
O Bismarck foi avistado por um hidroavião Consolidated PBY Catalina da Força Aérea Real às 10h35min de 26 de maio e o Rodney conseguiu se juntar ao couraçado HMS King George V, a capitânia de Tovey, quando este percebeu seu erro e deu a volta. O clima estava ruim, mas mesmo assim o porta-aviões HMS Ark Royal lançou durante a tarde um ataque aéreo com catorze torpedeiros Fairey Swordfish. Os pilotos confundiram o cruzador rápido HMS Sheffield com o Bismarck e o atacaram, mas o cruzador conseguiu desviar dos seis de onze torpedos que não detonaram ao acertarem o mar por causa de detonadores magnéticos defeituosos. Um segundo ataque aéreo com quinze Swordfish foi lançado ao anoitecer, desta vez com os aviões equipados com detonadores de contato. As aeronaves acertaram o couraçado alemão com três torpedos: dois acertaram à vante das duas torres de artilharia de ré e não causaram danos significativos, mas o terceiro acertou a popa e incapacitou seu leme, fazendo-o reduzir significativamente sua velocidade. Tovey destacou o Mashona e o Somali durante a noite para reabastecerem e fez o Rodney ficar à ré do King George V. Os britânicos poderiam ter alcançado o Bismarck naquela noite, mas Tovey decidiu reduzir a velocidade para economizar combustível e esperar até o amanhecer para ter o máximo possível de tempo para afundar o Bismarck.

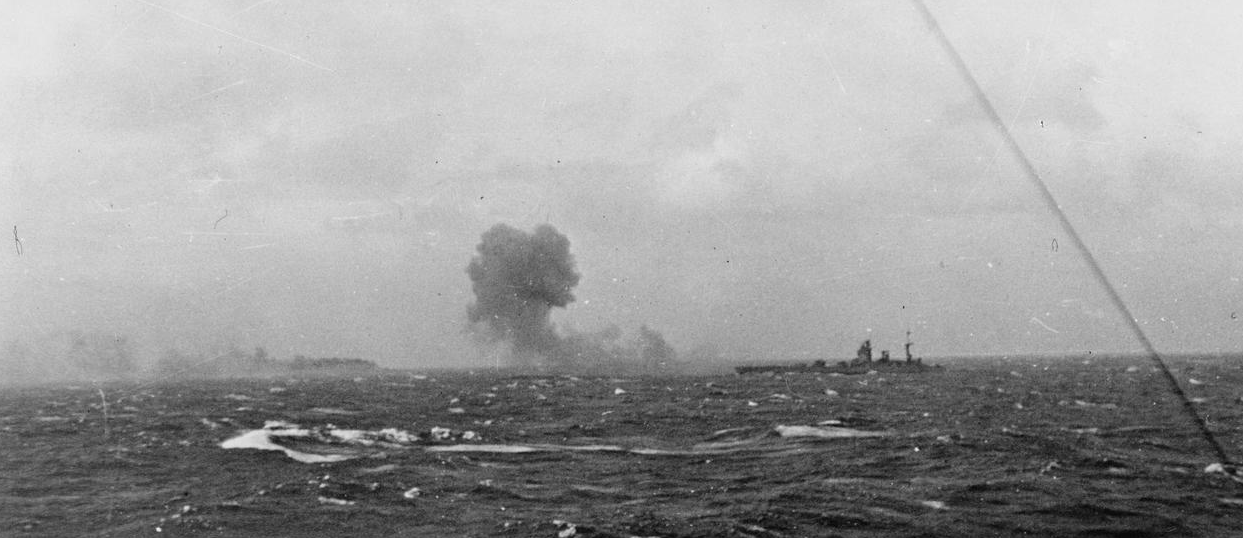
O Rodney disparando contra o Bismarck, que está ao fundo em chamas

O Rodney avistou o Bismarck às 8h44min do dia 27, um minuto depois do King George V, sendo o primeiro a abrir fogo três minutos depois a uma distância de aproximadamente 21,4 quilômetros, com o Bismarck revidando às 8h49min. As salvas iniciais de ambos os lados erraram, mas o Rodney quase acertou seu alvo na terceira salva e conseguiu dois acertos na quarta às 9h02min, destruindo a segunda torre de artilharia, incapacitando a primeira e danificando seriamente a ponte de comando. O Bismarck não acertou, mas fragmentos de seus projéteis danificaram o Rodney antes de seus canhões de vante pararem de disparar. O couraçado britânico manobrou para diminuir a distância e liberar o ângulo para sua terceira torre de artilharia também entrar em ação, mas se expôs às torres de artilharia de ré do Bismarck, que quase o acertou. O Rodney começou a lançar torpedos enquanto diminuía a distância, porém as ondas causadas pelos quase acertos fizeram com que a porta do seu tubo de estibordo emperrasse às 9h23min. Ele destruiu o cano esquerdo da quarta torre de artilharia do Bismarck às 9h31min, iniciando um incêndio dentro que forçou sua evacuação. Nesta altura os disparos combinados do Rodney, King George V e dos cruzadores pesados HMS Norfolk e HMS Dorsetshire tinham incapacitado todos os canhões principais do Bismarck. O Rodney aproximou-se até uma distância queima-roupa, disparando salvas completas em uma trajetória praticamente horizontal, também lançando três torpedos a uma distância de 2,7 quilômetros a partir das 9h51min; um destes teve problemas, mas outro possivelmente acertou. Segundo o historiador Ludovic Kennedy, que participou da batalha a bordo do Tartar, "se for verdade, [este é] o único caso na história de um couraçado torpedeando outro".
O Rodney disparou ao todo 378 projéteis de 406 milímetros e 706 de 152 milímetros até cessar-fogo às 10h16min, com o Dorsetshire recebendo ordens de acabar com o Bismarck usando torpedos. O fato do Rodney ter disparado seus canhões principais em baixa elevação acabou causando mais danos do que o navio alemão. Placas do convés ao redor das torres de artilharia entortaram para baixo devido aos efeitos do choque dos disparos, com alguns elementos estruturais que davam suporte a elas rachando ou entortando. Tubulações, mictórios e canalizações de água foram quebrados, enquanto o choque dos disparos também afrouxou rebites e parafusos do casco, inundando vários compartimentos. Um dos canhões da primeira torre quebrou permanentemente durante a batalha, enquanto dois das segunda torre ficaram temporariamente incapacitados.
Os dois couraçados britânicos estavam com pouco combustível e assim receberam ordens de voltar para casa, sendo atacados por dois bombardeiros alemães no dia seguinte, mas ambos escaparam ilesos. O Rodney chegou em Greenock em 29 de maio para reabastecer combustível, munição e suprimentos, partindo para Halifax em 4 de junho junto com o transatlântico RMS Windsor Castle e quatro contratorpedeiros como escolta. Depois disso foi para o Estaleiro Naval de Boston com o objetivo de finalmente passar por reparos nos seus motores e nos danos auto infligidos durante a batalha contra o Bismarck, chegando no dia 12. Os reparos duraram alguns meses e assim sua tripulação foi dispensada quinzenalmente para campos locais do Corpo de Conservação Civil. Dalrymple-Hamilton foi substituído pelo capitão James Rivett-Carnac durante o período de reformas, com o navio partindo para testes marítimos nas Bermudas em 20 de agosto. Depois foi para Gibraltar a fim de integrar a Força H, chegando em 24 de setembro.

#### Força H e Islândia
O Rodney deixou Gibraltar no mesmo dia para se juntar ao Nelson na escolta de um comboio para Malta. Durante esta operação ele acidentalmente abateu um caça Fairey Fulmar do Braço Aéreo da Frota, já o Nelson foi torpedeado. Este inicialmente conseguiu acompanhar o comboio, mas precisou dar a volta em 28 de setembro, seguido pouco depois pelo Rodney e couraçado HMS Prince of Wales. O Nelson precisou voltar ao Reino Unido para reparos e assim o vice-almirante James Somerville transferiu sua capitânia para o Rodney no dia 30. Entretanto, o couraçado permaneceu pouco tempo com a Força H, com sua única outra missão foi escoltar dois porta-aviões até Malta entre 16 e 19 de outubro. Recebeu ordens no dia 30 para voltar para casa a fim de substituir o Prince of Wales na Frota Doméstica em caso do couraçado alemão Tirpitz tentar entrar no Atlântico.

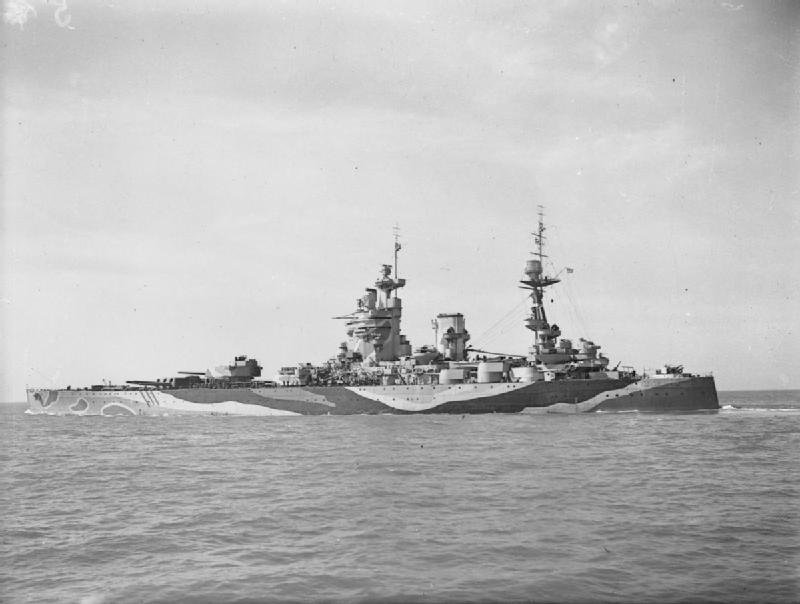
O Rodney em maio de 1942

Partiu em 2 de novembro e chegou em Loch Ewe na Escócia seis dias depois, reabastecendo e desembarcando passageiros, seguindo no mesmo dia para Hvalfjörður na Islândia, onde chegou em 12 de novembro. Foi visitado no local pelo ator estadunidense Douglas Fairbanks Jr., que estava servindo no couraçado USS Mississippi. O Rodney foi enviado para Scapa Flow no final de dezembro, mas voltou para a Islândia em meados de 1942, sendo brevemente usado como navio alvo para aviadores estadunidenses.
O Rodney foi enviado em 10 de fevereiro para Birkenhead para poder passar por reformas, permanecendo no local até 5 de abril, retornando então para Scapa Flow. Ele e o Nelson começaram em 4 de junho a escoltar o Comboio WS 19 levando tropas para o Egito ou Birmânia. Navegaram até a África Ocidental Portuguesa e deram a volta em 26 de junho. Os sistemas de direção do Rodney começaram a dar problemas no dia seguinte. Ele e o Nelson chegaram em Freetown em Serra Leoa em 1º de julho para passarem por reparos. Partiram dezesseis dias depois, porém os problemas de direção do Rodney voltaram pouco depois. Chegaram em Scapa Flow em 26 de julho e suas caldeiras começaram a serem limpadas, enquanto assistência foi pedida ao Estaleiro do Rosyth para o conserto da direção.

#### Mediterrâneo

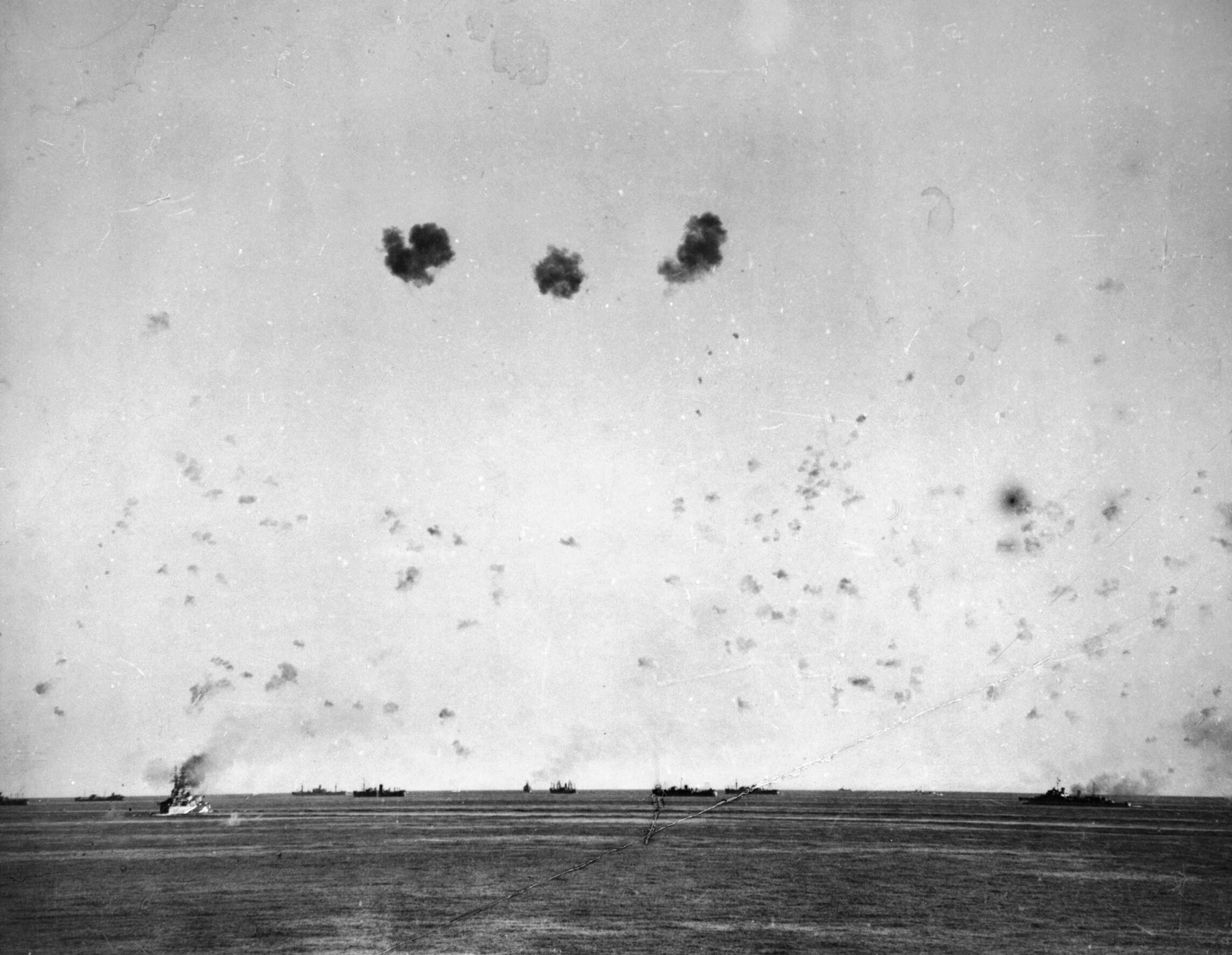
O Comboio WS 21S sob ataque aéreo, com o Rodney à esquerda

O couraçado deixou Scapa Flow em 2 de agosto com um objetivo de escoltar um comboio pelo Atlântico, porém foi logo destacado para se tornar parte da escolta do Comboio WS 21S, que estavam seguindo para Malta como parte da Operação Pedestal. O vice-almirante sir Bruce Fraser, o segundo em comando da Frota Doméstica, estava a bordo do Rodney com o objetivo de ganhar experiência sobre integração de operações de porta-aviões e comboios, mas não estava usando navio de capitânia. O couraçado se encontrou com o comboio dois dias depois e foi designado para a Força Z, que daria a volta antes do comboio passar pelo Estreito da Sicília. Espiões italianos em Algeciras, na Espanha, avistaram o comboio enquanto ele passava pelo Estreito de Gibraltar em 10 de agosto, com aeronaves italianas o localizando na manhã seguinte. O submarino alemão U-73 realizou o primeiro de muitos ataques contra o comboio e suas escoltas, conseguindo afundar o porta-aviões HMS Eagle durante a tarde. O Rodney conseguiu desviar entre dois torpedos lançados por aeronaves italianas às 7h45min do dia 12, com seus artilheiros reivindicando terem abatido um avião às 12h17min.
O navio abriu fogo com seus canhões principais vinte minutos depois contra torpedeiros italianos na esperança de abatê-los com colunas de água, algo que "nos assustou, nossa escolta e [os] italianos". O Rodney quase foi acertado várias vezes durante a tarde e sua direção começou a dar problemas por volta das 14h00min, mas os engenheiros conseguiram manter os equipamentos semi-operacionais. Foi atacado às 18h42min por bombardeiros de mergulho Junkers Ju 87. Abateu uma das aeronaves, mas uma bomba perfurante foi desviada pelo teto da terceira torre de artilharia, ferindo quatro fuzileiros navais que estavam operando a Oerlikon ali, enquanto outras duas detonaram próximas. As manobras evasivas pioraram os problemas de direção e novos problemas surgiriam nas suas caldeiras depois da Força Z ter dado a volta à noite, o que limitou sua velocidade a dezoito nós (33 quilômetros por hora). Chegaram em Gibraltar em 14 de agosto e reparos temporários foram realizados. O couraçado partiu dois dias depois a fim de retornar para a Frota Doméstica, mas os problemas pioraram durante a viagem pois o clima ruim aumentou o estresse sobre os equipamentos de direção e exacerbou muitos vazamentos. Chegou em Rosyth para reparos em 22 de agosto.
Os reparos foram finalizados em 16 de setembro e o Rodney retornou para Scapa Flow no dia 23, mas quase imediatamente foi enviado para Loch a' Chàirn Bhàin, no litoral oeste da Escócia, onde uma réplica das defesas do Tirpitz na Noruega tinha sido criada. O couraçado serviu de alvo para que homens-rãs treinassem o uso de torpedos tripulados, que seriam usados para prender minas navais no casco do navio alemão durante a iminente Operação Título. O Rodney voltou para Scapa Flow em 29 de setembro e passou a maior parte de outubro em treinamento em preparação para a invasão do Norte da África, que estava programada para o mês seguinte. Churchill visitou o navio em 10 de outubro e agradeceu à tripulação por seus esforços durante a Operação Pedestal. Partiu para Gibraltar no dia 23 e se juntou novamente à Força H ao chegar.

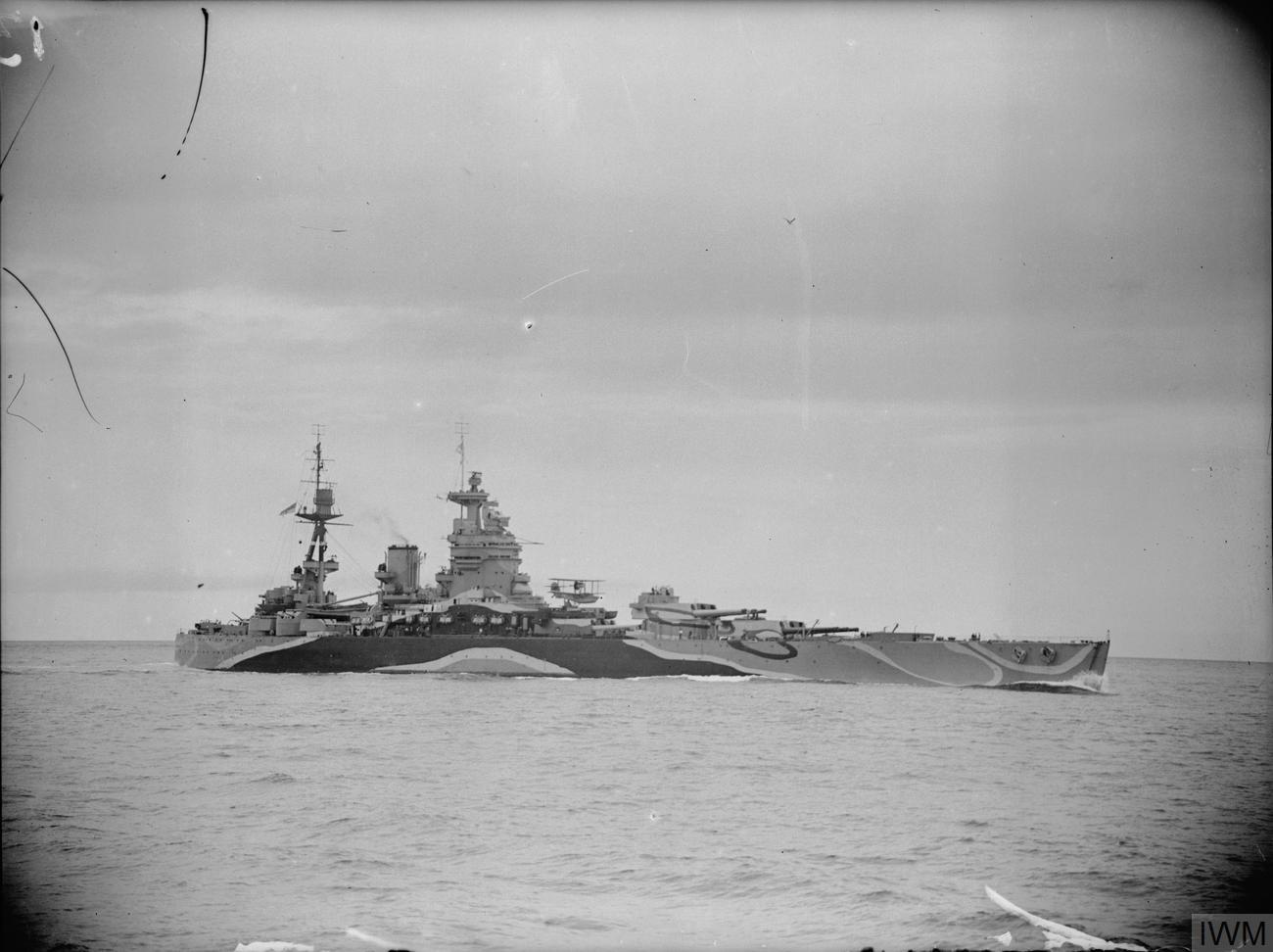
O Rodney próximo de Mers El Kébir em novembro de 1942

A Força H deveria proporcionar cobertura distante para desembarques em Argel e Orã, na Argélia, caso a Marinha Nacional Francesa ou Marinha Real Italiana tentassem intervir. Caso isto não ocorresse, o Rodney deveria dar apoio para a Força Tarefa Naval Central em Orã a partir de 8 de novembro. Outras embarcações lidaram com navios de guerra em Mers El Kébir, mas quatro canhões costeiros de 194 milímetros no Forte de Santon ainda estavam disparando contra as embarcações britânicas. O couraçado disparou suas armas principais contra a fortificação até ser forçado a recuar por relatos de submarinos, mas os franceses escolheram não revidar. Voltou a disparar durante a tarde, novamente sem oposição. Os canhões franceses abriram fogo na manhã seguinte enquanto o Rodney aproximava-se, quase acertando-o. Este se afastou e retomou seu bombardeio com a ajuda de um avião olheiro. Seus disparos até então não tinham sido muito eficazes e os canhões do forte passaram a bombardear tropas estadunidenses em terra. Estas pediram para o couraçado retomar seu bombardeio apesar da presença de soldados nas proximidades, porém os franceses se renderam pouco depois.
O Rodney permaneceu no Mediterrâneo até 7 de maio de 1943, quando partiu para Devonport para breves reformas que duraram até o dia 28. Chegou em Scapa Flow em 3 de junho e começou a treinar para a invasão da Sicília, voltando em seguida para a Força H. Não participou de combates durante os desembarques, porém houve muitos ataques aéreos enquanto estava no Grão-Porto de Malta. O Rodney e o Nelson bombardearam em 31 de agosto baterias costeiras próximas de Régio da Calábria em preparação para o cruzamento do Estreito de Messina em 3 de setembro, destruindo um depósito de munição. A Força H deu cobertura para os desembarques em Salerno no dia 9, mas o couraçado usou apena suas armas antiaéreas. O capitão Robert FitzRoy substituiu Rivett-Carnac em 25 de setembro. O navio voltou para o Reino Unido em 5 de novembro e retornou para a Frota Doméstica. Realizou um exercício de artilharia noturno em 29 de dezembro junto com o couraçado francês Richelieu, mas foi danificado por uma tempestade que causou várias inundações à vante.

#### Normandia
Deixou Scapa Flow em 16 de janeiro de 1944 para passar por reparos em Rosyth. Pouco foi feito para consertar os persistentes problemas de direção e caldeiras, com o foco sendo deixá-lo pronto para navegar. Estes foram finalizados em 28 de março e o Rodney retornou para Scapa Flow, chegando em 1º de abril. Passou os meses seguintes realizando treinamentos de artilharia, principalmente bombardeio litorâneo mas também antiaéreo e exercícios de defesa contra schnellboots. Foi inicialmente mantido na reserva para os Desembarques da Normandia, mas atacou baterias costeiras próximas de Le Havre em 6 de junho e acertou dos projéteis principais. Ele avançou naquela noite para dar apoio à operações na Praia de Sword, acidentalmente abalroando e afundando a embarcação auxiliar LCT 427 na escuridão das águas congestionadas da Ilha de Wight.

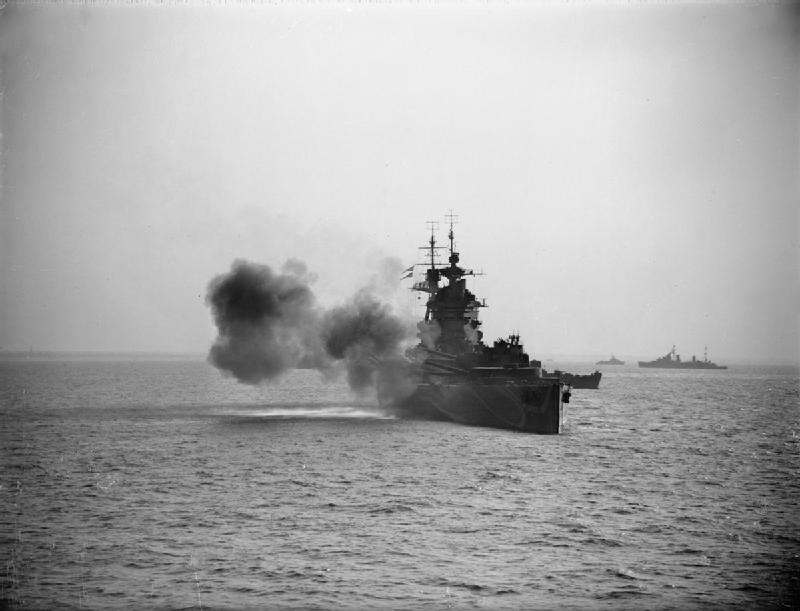
O Rodney bombardeando posições alemãs próximas de Caen

Outro LCT abalroou a proa do Rodney pouco depois, abrindo um buraco de 2,7 metros nas placas do casco. O couraçado mesmo assim prosseguiu para sua posição designada e bombardeou alvos ao norte de Caen que estava atacando tropas britânicas e canadenses na área. O navio disparou naquele dia 99 projéteis de 406 milímetros e 132 de 152 milímetros. Durante a noite foi para as águas da Praia de Juno a fim de evitar ataques de forças rápidas alemãs. Voltou para a Praia de Sword em 8 de junho e bombardeou tropas e veículos alemães próximos de Caen. Na manhã seguinte passou a bombardear alvos na própria Caen, iniciando a devastação gradual da cidade, incluindo a destruição do coruchéu da Igreja de São Pedro. Naquele dia também atacou baterias costeiras em Houlgate e Benerville-sur-Mer. Houve um ineficaz ataque aéreo durante a tarde e o navio recuou para reabastecer munição em Milford Haven.
O Rodney foi mantido na reserva até 18 de junho, quando o Nelson bateu em uma mina e precisou recuar. Uma tempestade começou no dia seguinte e fez com que as operações de bombardeio fossem interrompidas. Um LCT se abrigou no sotavento do couraçado durante a tempestade, enquanto uma traineira colidiu com o Rodney no dia 21, mas não houve grandes danos. Foi atacado duas vezes por bombardeiros Junkers Ju 88 na noite de 23 para 24 de junho, com seus artilheiros reivindicando terem abatido um. O couraçado começou a bombardear alvos no dia 26 durante a Operação Epsom. Também proporcionou suporte de artilharia durante a Operação Windsor, um ataque canadense parcialmente bem sucedido contra Carpiquet e seu campo de pouso de 4 a 5 de julho, e durante a Operação Charnwood, um ataque frontal contra Caen entre 8 e 9 de julho. Alguns dos alvos enfrentados estavam além do alcance máximo dos canhões do Rodney, mas óleo combustível foi bombeado para um dos lados com o objetivo de dar ao navio um adernamento temporário, o que aumentou a elevação e alcance das armas. A embarcação recuou ao final da Operação Charnwood à medida que as forças Aliadas avançavam mais adentro na França. O Rodney disparou ao todo 519 projéteis de 406 milímetros e 454 de 152 milímetros durante suas operações no litoral da Normandia.
Artilharia alemã na ilha de Alderney estava atrapalhando as operações Aliadas no canto noroeste da Península do Cotentin, assim o Rodney foi enviado para eliminar o problema e bombardeou a bateria costeira em 12 de agosto, assumindo uma posição do outro lado do Cabo de la Hague a fim de evitar disparos inimigos. Ele disparou 75 projéteis de 406 milímetros e achou que três dos quatro canhões tinham sido danificados. Análises pós-guerra mostraram que quarenta projéteis caíram a uma distância de duzentos metros da bateria central, mas apenas um canhão foi danificado e este voltou a ativa em novembro. Os outros três canhões voltaram a atacar navios Aliados no dia 30.

#### Fim de carreira
O Rodney passou duas semanas em Portland e foi para Devonport em 27 de agosto com o objetivo de passar por reparos que originalmente durariam um mês ou mais. Entretanto, este período foi reduzido e ele foi enviado para o norte. Chegou em Scapa Flow em 15 de setembro e partiu no dia seguinte para escoltar o Comboio JW 60 para Murmansk, na União Soviética. Ancorou em Vaienga no dia 23 depois de uma viagem sem incidentes. Foi visitado três dias depois pelo almirante soviético Arseni Golovko a fim de coordenar arranjos de defesa para outros comboios. O couraçado se encontrou com o Comboio RA 60 em 28 de setembro. Submarinos alemães conseguiram afundar duas embarcações do comboio, com o couraçado chegando em Scapa Flow em 5 de outubro. Tornou-se a capitânia da Frota Doméstica quatro dias depois quando o almirante sir Henry Moore subiu a bordo. O Rodney permaneceu ancorado no local até o ano seguinte, com a monotonia sendo quebrada apenas no final de setembro de 1945 quando foi visitado pelo rei Jorge VI, a rainha Isabel e as princesas Isabel e Margarida. O navio foi para o sul e Moore transferiu sua capitânia para o Nelson. O Rodney chegou em Rosyth em 2 de dezembro e colocado em uma doca seca, onde ficou de 8 de dezembro até 1º de março de 1948. Sua condição foi avaliada durante este período e vazamentos foram tapados. Foi transferido para a British Iron & Steel Corporation pouco depois para descarte e então alocado para a Thos. W. Ward em 26 de março, sendo desmontado em Inverkeithing.